# Lissotis
Lissotis is een geslacht van vogels uit de familie van de trappen (Otididae).

## Soorten
Het geslacht omvat de volgende soorten:
- Lissotis hartlaubii – Hartlaubs trap
- Lissotis melanogaster – Zwartbuiktrap